# Ligue des champions de l'OFC 2010-2011
Navigation
Édition 2009-10 Édition 2011-12
La Ligue des champions de l'OFC 2011 est la 10e édition de la Ligue des Champions de l'OFC (Confédération du football d'Océanie). Elle met aux prises les champions des différentes nations affiliées à l'OFC.
C'est le club néo-zélandais d'Auckland City FC qui remporte la compétition après avoir battu en finale l'Amicale FC, club de Vanuatu. Auckland gagne là son troisième titre continental après les succès de 2006 et 2009 et obtient sa qualification pour le prochain championnat du monde des clubs.

## Participants
| Pays                              | Équipes           | Mode de qualification                                                                  |
| --------------------------------- | ----------------- | -------------------------------------------------------------------------------------- |
| Fidji 1 place                     | Lautoka FC        | Champion des Fidji 2009                                                                |
| Nouvelle-Calédonie 1 place        | AS Magenta        | Champion de Nouvelle-Calédonie 2009                                                    |
| Nouvelle-Zélande 2 places         | Waitakere United  | Champion de Nouvelle-Zélande 2009-2010                                                 |
| Nouvelle-Zélande 2 places         | Auckland City     | Premier de la phase régulière du Championnat de Nouvelle-Zélande de football 2009-2010 |
| Papouasie-Nouvelle-Guinée 1 place | PRK Hekari United | Tenant du titre et champion de Papouasie-Nouvelle-Guinée 2009-2010                     |
| Polynésie française 1 place       | AS Tefana         | Champion de Polynésie française 2009-2010                                              |
| Îles Salomon 1 place              | Koloale FC        | Champion des Îles Salomon 2009-2010                                                    |
| Vanuatu 1 place                   | Amicale FC        | Vainqueur de la National Soccer League 2010                                            |

## Compétition

### Phase de groupes

#### Groupe A
| Rang | Équipe            | Pts | J | G | N | P | Bp | Bc | Diff |  | Résultats (▼ dom., ► ext.) |     |     |     |     |
| ---- | ----------------- | --- | - | - | - | - | -- | -- | ---- |  | -------------------------- | --- | --- | --- | --- |
| 1    | Amicale FC        | 10  | 6 | 3 | 1 | 2 | 12 | 7  | +5   |  | Amicale FC                 |     | 2-0 | 5-1 | 3-3 |
| 2    | Koloale FC        | 9   | 6 | 3 | 0 | 3 | 10 | 10 | 0    |  | Koloale FC                 | 1-0 |     | 1-2 | 2-1 |
| 3    | Lautoka FC        | 8   | 6 | 2 | 2 | 2 | 6  | 13 | -7   |  | Lautoka FC                 | 1-0 | 1-6 |     | 0-0 |
| 4    | PRK Hekari United | 6   | 6 | 1 | 3 | 2 | 10 | 8  | +2   |  | PRK Hekari United          | 1-2 | 4-0 | 1-1 |     |

#### Groupe B
| Rang | Équipe           | Pts | J | G | N | P | Bp | Bc | Diff |  | Résultats (▼ dom., ► ext.) |     |     |     |     |
| ---- | ---------------- | --- | - | - | - | - | -- | -- | ---- |  | -------------------------- | --- | --- | --- | --- |
| 1    | Auckland City    | 14  | 6 | 4 | 2 | 0 | 12 | 2  | +10  |  | Auckland City              |     | 1-0 | 3-0 | 5-0 |
| 2    | Waitakere United | 8   | 6 | 2 | 2 | 2 | 8  | 8  | 0    |  | Waitakere United           | 1-1 |     | 2-1 | 3-1 |
| 3    | AS Magenta       | 7   | 6 | 2 | 1 | 3 | 6  | 7  | -1   |  | AS Magenta                 | 0-1 | 1-1 |     | 1-0 |
| 4    | AS Tefana        | 4   | 6 | 1 | 1 | 4 | 5  | 14 | -9   |  | AS Tefana                  | 1-1 | 3-1 | 0-3 |     |

### Finale
| 2 avril 2011 | Amicale FC      | 1 - 2 | Auckland City FC                   | Port-Vila Municipal Stadium, Port-Vila           |                                                  |
| 14:00        | Masauvakalo 67e |       | 22e (pen.) Expósito · 82e Corrales | Spectateurs : 7 925 Arbitrage : Bertrand Billion | Spectateurs : 7 925 Arbitrage : Bertrand Billion |
| 14:00        | (Rapport)       |       |                                    | Spectateurs : 7 925 Arbitrage : Bertrand Billion | Spectateurs : 7 925 Arbitrage : Bertrand Billion |

| 17 avril 2011 | Auckland City FC                                                   | 4 - 0 | Amicale FC | Kiwitea Street, Auckland                       |                                                |
| 14:00         | Feneridis 26e · Koprivcic 62e (pen.) · Expósito 72e · McGeorge 82e |       |            | Spectateurs : 3 000 Arbitrage : Norbert Hauata | Spectateurs : 3 000 Arbitrage : Norbert Hauata |
| 14:00         | (Rapport)                                                          |       |            | Spectateurs : 3 000 Arbitrage : Norbert Hauata | Spectateurs : 3 000 Arbitrage : Norbert Hauata |

| Ligue des Champions 2010-2011 Auckland City FC Troisième titre |

## Meilleurs buteurs
| Rang               | Joueur               | Club             | Buts |
| ------------------ | -------------------- | ---------------- | ---- |
| Médaille d'or      | Fenedy Masauvakalo   | Amicale FC       | 8    |
| Médaille d'argent  | Daniel Koprivcic     | Auckland City    | 3    |
| Médaille d'argent  | Manuel Exposito      | Auckland City    | 3    |
| Médaille d'argent  | Henry Fa'arodo       | Hekari United    | 3    |
| Médaille d'argent  | Benjamin Totori      | Koloale FC       | 3    |
| Médaille d'argent  | Allan Pearce         | Waitakere United | 3    |
| Médaille de bronze | Alick Maemae         | Amicale FC       | 2    |
| Médaille de bronze | Jack Wetney          | Amicale FC       | 2    |
| Médaille de bronze | Georges Gope-Fenepej | AS Magenta       | 2    |
| Médaille de bronze | Axel Williams        | AS Tefana        | 2    |
| Médaille de bronze | Adam McGeorge        | Auckland City    | 2    |
| Médaille de bronze | Alex Feneridis       | Auckland City    | 2    |
| Médaille de bronze | Mostyn Beui          | Koloale FC       | 2    |
| Médaille de bronze | Matthew Mayora       | Lautoka FC       | 2    |
| Médaille de bronze | Valerio Nawatu       | Lautoka FC       | 2    |
| Médaille de bronze | Osea Vakatalesau     | Hekari United    | 2    |
| Médaille de bronze | Roy Krishna          | Waitakere United | 2    |